# Hard To Kill (2024)
Hard To Kill (2024) – gala wrestlingu organizowana przez amerykańską federację Total Nonstop Action Wrestling (TNA), która była nadawana na żywo w systemie pay-per-view i za pośrednictwem platform TNA+ oraz Triller TV. Odbyła się 13 stycznia 2024 w Palms Casino Resort w Paradise w stanie Nevada. Była to piąta gala z cyklu Hard To Kill, a zarazem pierwsze per-per-view TNA w 2024. Była to także pierwsza gala pay-per-view transmitowana na żywo pod oryginalną marką Total Nonstop Action od Bound for Glory w 2016 roku, pierwsze od tego czasu PPV pod marką TNA od One Night Only: Rivals w 2017 i pierwsza ogólna gala pod marką TNA, która odbyła się od czasu Total Nonstop Action Wrestling Special! w 2020 roku.
Na gali odbyło się dwanaście walk, w tym trzy w pre-show Countdown to Hard To Kill. W walce wieczoru, Moose pokonał Alexa Shelleya zdobywając TNA World Championship. W innych ważnych walkach, Jordynne Grace pokonała Trinity zdobywając TNA Knockouts World Championship, ABC (Ace Austin i Chris Bey) pokonali The Rascalz (Treya Miguela i Zachary’ego Wentza), Laredo Kida i Mike’a Bailey’ego oraz Grizzled Young Veterans (Jamesa Drake’a i Zacka Gibsona) broniąc TNA World Tag Team Championship, Chris Sabin pokonał El Hijo del Vikingo i Kushidę broniąc TNA X Division Championship, Josh Alexander pokonał Alexa Hammerstone’a oraz Gisele Shaw pokonała Alishę Edwards, Dani Lunę, Jody Threat, Tashę Steelz i Xię Brookside w Knockouts Ultimate X matchu zostając pretendentką do TNA Knockouts World Championship w pierwszej walce w karcie. Na gali w TNA zadebiutowali A. J. Francis, Ash by Elegance i Nic Nemeth, znanych wcześniej odpowiednio jako Top Dolla, Dana Brooke i Dolph Ziggler.

## Tło
21 października 2023 roku, Impact Wrestling ogłosił, że Hard To Kill odbędzie się 13 stycznia 2024 w Palms Casino Resort w Paradise w stanie Nevada. W tym samym czasie Impact ogłosił, że powróci do swojej pierwotnej nazwy Total Nonstop Action Wrestling (TNA), zaczynając od tej samej gali.

## Rywalizacje
Hard To Kill oferowało walki wrestlingu z udziałem różnych zawodników na podstawie przygotowanych wcześniej scenariuszy i rywalizacji, które są realizowane podczas cotygodniowych odcinków programu Impact!. Wrestlerzy odgrywają role pozytywnych (face) lub negatywnych bohaterów (heel), którzy rywalizują pomiędzy sobą w seriach walk mających budować napięcie.

### Pojedynek o TNA Knockouts World Championship
Na Bound for Glory, Jordynne Grace wygrała Call Your Shot Gauntlet, dzięki czemu zyskała prawo do walki o dowolny wybrany przez siebie tytuł. Po walce, Grace oświadczyła, że będzie walczyć o TNA Knockouts World Championship na Hard to Kill. Później tej nocy, Trinity skutecznie obroniła Knockouts World Championship przeciwko Mickie James, ustawiając ją na walkę z Grace na Hard To Kill.

### Pojedynek o TNA World Championship
W pierwszym tygodniu Impact! 1000, Moose wziął udział w Feast or Fired i zdobył walizkę 2, zdobywając walkę o TNA World Championship. Za kulisami na Bound for Glory, Gia Miller przeprowadzała wywiad z Moosem po jego Monster’s Ball matchu. Następnie Moose oświadczył, że wykorzysta swój kontrakt Feast or Fired i rzuci wyzwanie o TNA World Championship na Hard to Kill. W walce wieczoru gali, Alex Shelley obronił tytuł mistrza świata pokonując Josha Alexandra, dzięki czemu zmierzy się z Moosem na Hard To Kill.

### Pojedynek o TNA X Division Championship
14 grudnia TNA ogłosiło, że AAA Mega Champion El Hijo del Vikingo pojawi się na Hard To Kill. Jego walka została oficjalnie ogłoszona następnego dnia, w którym on i nowy podpisany wrestler Kushida zmierzą się z Chrisem Sabinem o TNA X Division Championship w three-way matchu.

### Knockouts Ultimate X match
20 grudnia TNA ogłosiło powrót Knockouts Ultimate X match, w którym zwyciężczyni otrzyma przyszłą walkę o TNA Knockouts World Championship. 1 stycznia TNA ogłosiło Gisele Shaw jako pierwszą uczestniczkę walki. Była wrestlerka WWE Xia Brookside została ogłoszona następną uczestniczką, debiutując w TNA. Jody Threat została ogłoszona trzecią uczestniczką. Czwartą uczestniczką została Tasha Steelz, zwyciężczyni inauguracyjnego Knockouts Ultimate X matchu. Alisha Edwards została piątą uczestniczką. Ostateczną uczestniczką została członkini Subculture Dani Luna.

### Pojedynek o TNA Digital Media Championship
W pierwszym tygodniu Impact! 1000, Crazzy Steve zdobył walizkę 1 w Feast or Fired, dając mu walkę o TNA Digital Media Championship. W tym momencie Steve stał się jeszcze bardziej maniakalny i mroczny po odkrywczym trzyczęściowym wywiadzie, który zakończył się chaosem, co doprowadziło go do odwrócenia się plecami od partnera z Decay, Black Taurusa i mistrza mediów cyfrowych Tommy’ego Dreamera. 5 października na odcinku Impact!, Dreamer próbował przemówić Steve’owi do rozsądku, przypominając mu o ich wspólnej historii, kiedy ten po raz pierwszy przybył do TNA. Oboje chcieli się uściskać, ale ostatecznie Steve dźgnął Dreamera widelcem w plecy. Miesiąc później walka o tytuł odbyła się na Impact!, co zakończyło się dyskwalifikacją, gdy Dreamer dźgnął Steve’a widelcem w twarz. TNA ogłosiło 22 grudnia, że odbędzie się rewanż na pre-show Countdown to Hard To Kill w No Disqualification matchu.

### Pojedynek o TNA World Tag Team Championship
18 grudnia TNA zaczęło reklamować niespodziewane występy wolnych agentów na Hard To Kill. Osiem dni później na kontach TNA w mediach społecznościowych ujawniono, że były tag team w WWE Grizzled Young Veterans (Zack Gibson i James Drake) zadebiutują na tej gali w TNA. Później ogłoszono, że stanowią skład walki o TNA World Tag Team Championship, wraz z The Rascalz (Zachary Wentz i Trey Miguel) i Speedball Mountain (Mike Bailey i Trent Seven), przeciwko mistrzom ABC (Chris Bey i Ace Austin). Jednak w dniu Hard To Kill TNA ogłosiło, że Seven nie będzie mógł pojawić się z powodu problemów z podróżą, a Laredo Kid został partnerem Baileya w jego miejsce.

### Josh Alexander vs. Alex Hammerstone
2 stycznia były wrestler Major League Wrestling Alex Hammerstone, który niedawno został wolnym agentem, rzucił w mediach społecznościowych otwarte wyzwanie każdemu wrestlerowi, który może wypchnąć go do granic możliwości. Następnego dnia Josh Alexander rzucił własne wyzwanie Hammerstone’owi na walkę na Hard To Kill, którą TNA później ogłosiło oficjalną.

### Pojawienie się AJ Francisa
8 stycznia były wrestler WWE AJ Francis, wcześniej znany jako Top Dolla, pojawi się na Hard To Kill wraz z DJ Whoo Kidem, aby zaprezentować teledysk do ich nowej piosenki „We Out$ide”.

## Wyniki walk
| Nr                                                                   | Wyniki | Stypulacje                                                                                               | Czas  |
| -------------------------------------------------------------------- | --- | --- | ----- |
| 1P                                                                   | Steve Maclin pokonał Richa Swanna poprzez pinfall | Singles match                                                                                            | 10:22 |
| 2P                                                                   | The System (Eddie Edwards i Brian Myers) (z Alishą Edwards) pokonali Frankiego Kazariana i Erica Younga poprzez pinfall                                                                               | Tag team match                                                                                           | 8:06  |
| 3P                                                                   | Crazzy Steve pokonał Tommy’ego Dreamera (c) poprzez pinfall | No Disqualification match o TNA Digital Media Championship                                               | 11:09 |
| 4                                                                    | Gisele Shaw pokonała Alishę Edwards, Dani Lunę, Jody Threat, Tashę Steelz i Xię Brookside | Knockouts Ultimate X match o miano pretendentki do TNA Knockouts World Championship                      | 12:00 |
| 5                                                                    | PCO pokonał Dirty’ego Dango (z Alphą Bravo i Olegiem Prudiusem) przez dyskwalifikację | Singles match                                                                                            | 1:15  |
| 6                                                                    | Rhino, Jake Something i PCO pokonali Alphę Bravo, Olega Prudiusa i Dirty’ego Dango poprzez pinfall | Six-man tag team match                                                                                   | 7:20  |
| 7                                                                    | Decay (Havok i Rosemary) pokonały MK Ultra (Killer Kelly i Mashę Slamovich) (c) poprzez pinfall | Tag team match o TNA Knockouts World Tag Team Championship                                               | 6:15  |
| 8                                                                    | Chris Sabin (c) pokonał El Hijo del Vikingo i Kushidę poprzez pinfall | Three-way match o TNA X Division Championship                                                            | 12:00 |
| 9                                                                    | Josh Alexander pokonał Alexa Hammerstone’a poprzez pinfall | Singles match                                                                                            | 15:00 |
| 10                                                                   | ABC (Ace Austin i Chris Bey) (c) pokonali The Rascalz (Treya Miguela i Zachary’ego Wentza), Laredo Kida i Mike’a Bailey’ego oraz Grizzled Young Vets (Jamesa Drake’a i Zacka Gibsona) poprzez pinfall | Four-way tag team match o TNA World Tag Team Championship                                                | 14:15 |
| 11                                                                   | Jordynne Grace pokonała Trinity (c) poprzez pinfall | Singles match o TNA Knockouts World Championship Grace wykorzystała kontrakt z Call Your Shot Gauntletu. | 14:30 |
| 12                                                                   | Moose pokonał Alexa Shelleya (c) poprzez pinfall | Singles match o TNA World Championship Moose wykorzystał kontrakt z Feast or Fired.                      | 21:45 |
| (c) – mistrz/mistrzyni przed walkąP – walka miała miejsce w pre-show | | |       |